# إي. ديوك فنسنت
إي. ديوك فنسنت (بالإنجليزية: E. Duke Vincent)‏ هو كاتب ومنتج تلفزيوني أمريكي، ولد في 30 أبريل 1932 في جيرسي سيتي في الولايات المتحدة.

## وصلات خارجية
- إي. ديوك فنسنت على موقع IMDb (الإنجليزية)
- إي. ديوك فنسنت على موقع قاعدة بيانات الفيلم (الإنجليزية)